# 邓兰云
邓兰云，中华人民共和国政治人物、全国脱贫攻坚先进个人。

## 生平
邓兰云任江西省富晶果业开发有限公司总经理。因在脱贫攻坚战中作出突出贡献，2021年2月25日全国脱贫攻坚总结表彰大会上，邓兰云被授予“全国脱贫攻坚先进个人”。